# Морський батальйон
«Морський батальйон» — радянський художній фільм про Німецько-радянську війну, знятий в 1944 році режисерами Адольфом Мінкіним і Олександром Файнциммером.

## Сюжет
Дія фільму відбувається в 1941 році. Радянські війська проводять евакуацію Талліна. На підступах до Ленінграда зав'язується битва. Щоб посилити сухопутні частини, з кораблів Балтфлоту десантуються радянські війська. Громадяни Ленінграда починають будувати оборонні укріплення. Саме тут Сергій Маркін, десантник і моряк «Кірова» — радянського крейсера, зустрічається з батьком і сестрою. Сергій і його друг Петя Яковлєв воюють тепер на суші. Багато випробувань випало на їхню долю. В обложеному Ленінграді померла мати Сергія, його наречену Галю, що потрапила в полон, скалічили фашисти. Під час диверсійної операції гине Яковлєв. Завзято борються радянські бійці, не пропускаючи ворога в Ленінград. Нарешті, в січні 1944 року радянські війська знімають блокаду Ленінграда, відтісняють німецькі війська і тримають курс до Таллінна.

## У ролях
- Олександр Ларіков —  Петро Євграфович Маркін, батько
- Марія Домашова —  Марія Петрівна Маркіна, мати
- Андрій Абрикосов —  Сергій Петрович Маркін, лейтенант
- Лідія Смирнова —  Варя Маркіна
- Петро Алейников —  Петро Яковлєв, старшина 1-ї статті
- Микола Дорохін —  Курський, капітан-піхотинець
- Олексій Консовський —  Фролкин, сержант
- Тамара Альошина —  Галя, наречена Сергія Маркіна
- Варвара Журавльова —  Маруся Петрова, подруга Варі
- Лідія Штикан —  Маруся Іванова, подруга Вари
- Ганна Заржицька —  Настя, подруга Варі
- Володимир Гардін —  громадянин в кацавейці
- В. Гусєв —  Кравченко, капітан-лейтенант
- Володимир Честноков —  командувач флотом
- Анатолій Королькевич —  водій вантажівки
- Василь Меркур'єв —  полонений есесівець
- Микола Трофімов —  Лепьошкін, матрос
- Володимир Ушаков —  матрос з крейсера «Кіров»

## Знімальна група
- Автори сценарію: Олександр Штейн, Адольф Мінкін
- Режисер: Олександр Файнциммер
- Оператор: Володимир Рапопорт
- Художник: Абрам Векслер
- Композитор: Венедикт Пушков